# Three (album de Bob James)
Pour les articles homonymes, voir Three.
Albums de Bob James
Two
(1975) BJ 4
(1977)
Three est un album de Bob James.

## Liste des Titres
1. One Mint Julep
2. Women Of Ireland
3. Westchester Lady
4. Storm King
5. Jamaica Farewell
6. Look Look

## Musiciens
- Bob James Clavier
- Grover Washington, Jr. Saxophone ténor, Saxophone soprano, Sifflet
- Eric Gale Guitare
- Hugh McCracken Guitare
- Jeff Mironov Guitare
- Gary King Guitare basse
- Will Lee Guitare basse
- Harvey Mason Batterie
- Andy Newmark Batterie
- Ralph MacDonald Percussion
- Eddie Daniels Flûte, Saxophone ténor
- Jerry Dodgion Flûte
- Hubert Laws Flûte